# Кнез (ТВ филм)
„Кнез ” је југословенски и хрватски ТВ филм из 1975. године. Режирао га је Дражен Пискорић а сценарио је написао Иван Сламниг.

## Улоге
| Глумац          | Улога          |
| --------------- | -------------- |
| Миљенко Брлечић | Кнез           |
| Драго Крча      | Домар          |
| Зденка Анушић   | Собарица       |
| Мира Фурлан     | Сеоска девојка |